# Rue Loubon
La rue Loubon est une voie marseillaise.

## Situation et accès
Elle se situe à la limite entre les quartiers de Saint-Mauront et de la Belle de Mai dans le 3e arrondissement de Marseille. Elle démarre du boulevard National, passe sous la voie ferrée de la ligne de Marseille-Saint-Charles à Marseille-Joliette et se termine au carrefour avec la rue du Docteur-Léon-Perrin, la rue Séry et la rue d'Orange.

## Origine du nom
La rue doit son nom à Émile Loubon (1809-1863), peintre français.

## Historique
Le nom est choisi par délibération du Conseil municipal du 29 septembre 1877.

## Bâtiments remarquables et lieux de mémoire
- Au no 71 fut le lieu de naissance de César en 1921.
- Au no 136 se trouve le cinéma-théâtre Le Gyptis.
- Sur la place Placide-Caffo longeant la rue Loubon se trouve la paroisse de la Belle de Mai.